# Luiz de Carvalho (radialista)
Luiz de Carvalho, (Diamantina, 1 de fevereiro de 1919 – Rio de Janeiro, 9 de junho de 2008),  foi um locutor, radialista e apresentador brasileiro.
Ainda em Minas Gerais, iniciou sua carreira artística participando de um programas de calouros na Rádio Inconfidência de Belo Horizonte. Em 1939, indo ao Rio de Janeiro à passeio, resolveu participar de um concurso de calouros na Rádio Tupi; foi aprovado e não retornou mais para Belo Horizonte.
Entre as décadas de 1950 e 1970, Luiz de Carvalho destacou-se por apresentar um programa matinal na Rádio Globo, do Rio de Janeiro. Líder de audiência em seu horário, ajudou a divulgar a Bossa Nova e a Jovem Guarda abrindo espaço em seu programa para os principais movimentos musicais do período. O seu programa no rádio tinha como slogan: "Saúde, paz e amor". Por seu programa passaram nomes como Roberto Carlos, Erasmo Carlos, Wanderléa, Jerry Adriani, Wanderley Cardoso, Os Vips, Leno e Lilian, Renato e Seus Blue Caps, entre outros.
Nos anos 1960 foi apresentador na TV Globo do primeiro programa de auditório ao vivo desta emissora, o "Tevefone", que ia ao ar nas tardes de sábado e que se tornaria no primeiro líder em audiência deste canal de televisão. Ainda apresentou, ao lado de Márcia de Windsor, o programa "Alô sucesso", também na TV Globo.
Em 1966, juntamente com Haroldo de Andrade, Roberto Muniz, Jonas Garret e Mário Luiz, passou a apresentar, na TV Globo, o programa "Os maiorais da Globo", no qual tinham destaque os principais sucessos musicais do momento.
Como era costume, em especial até os anos 1970, o nome de Luiz de Carvalho entrou em diferentes parcerias musicais, muitas delas sem que ele tivesse efetivamente composto algo, mas sim, a título de promover a música.
Luiz de Carvalho também foi correspondente do jornal O Globo e trabalhou nas rádios Rádio Clube do Brasil, Nacional, Tupi e Bandeirantes.
Pai de Ana Maria Carvalho ou Anamaria Carvalho, pessoa excêntrica também conhecida como "Mulher de Branco" por perambular sem rumo, toda vestida de branco pelas ruas do Rio de Janeiro, segurando uma flor, nos últimos anos da sua vida. Conhecida do bairro de Ipanema, zona sul do Rio de Janeiro e considerada musa da Bossa Nova. Cantora, foi casada com Marcos Valle, durante 4 anos em 1965 e participou do grupo musical de Sergio Mendes. Ana Maria faleceu em 03 de agosto de 2023, no Rio de Janeiro.
Irmão dos também radialista Ramos de Carvalho e Helena de Carvalho, que foram locutores em português da Rádio BBC de Londres, durante a Segunda Guerra. 
Luiz Carvalho faleceu no hospital Obra Portuguesa de Assistência devido a uma pneumonia, sendo sepultado no Cemitério São João Batista.